# Qualificazioni alla Volleyball Challenger Cup maschile 2018
Le qualificazioni alla Volleyball Challenger Cup maschile 2018 si sono svolte dal 18 maggio al 9 giugno 2018: ai tornei hanno partecipato un totale di dodici squadre nazionali e tre si sono qualificate alla Volleyball Challenger Cup 2018.

## Squadre partecipanti
| - Bolivia - Cile - Costa Rica - Cuba - Guatemala - Kazakistan | - Pakistan - Perù - Paraguay - Porto Rico - Taipei cinese - Trinidad e Tobago |

## Tornei

### America del Nord
Al torneo hanno partecipato cinque squadre nazionali nordamericane:
- La prima classificata si è qualificata per la Volleyball Challenger Cup 2018.

### America del Sud
Al torneo hanno partecipato quattro squadre nazionali sudamericane:
- La prima classificata si è qualificata per la Volleyball Challenger Cup 2018[1].

### Asia e Oceania
Al torneo hanno partecipato tre squadre nazionali asiatiche e oceaniane:
- La prima classificata si è qualificata per la Volleyball Challenger Cup 2018[1].

## Squadre qualificate
| Squadra    | Qualificazione                                      |
| ---------- | --------------------------------------------------- |
| Cile       | 1ª al torneo di qualificazione sudamericano         |
| Cuba       | 1ª al torneo di qualificazione nordamericano        |
| Kazakistan | 1ª al torneo di qualificazione asiatico e oceaniano |